# La Passion de Jeanne d'Arc
La passió de Joana d'Arc (1928), dirigida per Carl Theodor Dreyer, és una pel·lícula que recrea el procés i martiri de Joana d'Arc, interpretada per Renée Falconetti. Ambientada a Rouen, l'any 1431, la història mostra Joana, capturada pels borgonyesos, sotmesa a un judici per blasfèmia i condemnada a la foguera. Dreyer, basant-se en els actes originals del procés i en les obres de Joseph Delteil, presenta una visió introspectiva i psicològica del personatge, amb una gran força dramàtica a través de primers plans intensos. L'actuació de Falconetti és considerada una de les més destacades de la història del cinema. La pel·lícula, inicialment censurada, és avui una obra mestra del cinema mut.